# Djalminha
Djalminha (Santos, 1970. december 9. –) brazil válogatott labdarúgó.
A brazil válogatott tagjaként részt vett az 1997-es Copa Americán.

## Statisztika
| Brazil válogatott | Brazil válogatott | Brazil válogatott |
| Időszak           | Mérk.             | gól               |
| ----------------- | ----------------- | ----------------- |
| 1996              | 3                 | 1                 |
| 1997              | 7                 | 3                 |
| 1998              | 0                 | 0                 |
| 1999              | 0                 | 0                 |
| 2000              | 2                 | 0                 |
| 2001              | 0                 | 0                 |
| 2002              | 2                 | 1                 |
| Összesen          | 14                | 5                 |